# Чикфлик
Чикфлик  (от англ. Chickflick, разговорный англицизм, в буквальном переводе — «кино для цыпочек») — кинематографический жанр, ориентированный на женскую аудиторию. Хотя многие типы фильмов могут быть направлены на женскую аудиторию, термин «чикфлик», как правило, используется только в отношении фильмов, которые содержат личную драму и эмоции, или темы, основанные на отношениях (хотя и не обязательно романтические, так как фильмы могут быть сосредоточены на отношениях между родителем, ребенком или другом). Фильмы жанра «чикфлик» часто выпускаются в День святого Валентина. Феминистки, такие как Глория Стайнем, возражали против таких терминов, как «чикфлик» и связанный с ним «чиклит», и кинокритик назвала его уничижительным.

## Описание
Как правило, чикфлик — это фильм, предназначенный для женской аудитории. Определение чикфлик — это, как заявил The New York Times, скорее игра в гостиной, чем наука. Эти фильмы, как правило, проводятся в поп-культуре, как имеющие шаблонные сюжетные линии. По данным ReelzChannel, это делает использование термина «проблемным» для обозначения «безбожестности, безусобства и полного коммерциализации». Тем не менее, несколько фильмов чикфлик получили высокую оценку критиков за свои сюжеты и выступления. Например, фильм «Язык нежности» получил премию «Оскар» за лучший сценарий, лучший фильм, лучшую режиссуру, лучшую женскую роль и лучшую мужскую роль второго плана.
Некоторые частые элементы чикфлик включают наличие главной героини, тематическое использование розового цвета (наряду с метафорическими намеками на цвет) и романтические и/или сюжетные линии, основанные на свиданиях. Давний продюсер Джерри Брукхаймер отметил: "Как вы справляетесь с деньгами и любовью?".
Женщина-комментатор MSN.com Ким Морган написала:
«Кино» просто не было бы прежним без фильмов чикфлик. И мы имеем в виду не только фильмы о красивых женщинах, но и обо всех женщинах и их проблемах - то, чего многие парни обычно не терпят в реальной жизни. Вот для чего нужны сёстры, верно? Верно... сёстры или фильмы.

## История
Термин «чикфлик» широко не использовался до 1980-х и 1990-х годов. Он уходит своими корнями в «женские фильмы» начала XX века, в которых женщина изображается как жертва и домохозяйка, а затем в фильмах нуар 1940-х и начала 1950-х годов, который изображает угрозу сексуализированных женщин. В 1950-х годах многие женщины, которые работали во время Второй мировой войны, столкнулись с возвращением домой. Брэндон Френч отмечает, что женские фильмы 1950-х годов «пролили свет на другую группу проблем и ситуаций, с которыми женщины столкнулись при переходе от сороковых до шестидесятых годов: романтика, ухаживания, работа, брак, секс.
Фильм «Завтрак у Тиффани», широко известный как один из классических фильмов золотого века кино, иногда считается ранним фильмом жанра чикфлик из-за общих элементов, таких как одиночество, навязчивый материализм и счастливая коннцовка.
В США в 1980-х годах была выпущена череда подростковых драматических фильмов, также помеченных как фильмы чикфлик, многие из которых были выпущены при участии режиссёра и сценариста Джона Хьюза («Девушка в розовом», «Нечто замечательное», «У неё будет ребёнок»). Они часто имели другой и более реалистичный тон, чем предыдущие фильмы чикфлик, с такими драматическими элементами, как аборт и личное отчуждение.
Пол Дергарабедян из «Media By Numbers» отметил: «слово «чикфлик» придется заменить большим кассовым фильмом «девушки» и что «кафутовое влияние женской аудитории просто поразительно, и это было недостаточно обслуживаемой аудиторией». Он также сказал: «У них нет проблем с поиском денег на то, чем они увлечены». По данным Fandango.com, более 75% аудитории «Сумерки» в первые выходные дни были женщинами.

## Критика термина
Термин «чикфлик» вызвал несколько негативных отзывов от современного феминистского сообщества. Большая часть критики жанра сосредоточена на негативных последствиях, возникающих в результате гендерных интересов, в данном случае в фильме. Автор «The Chick Flick Paradox: Derogatory? Феминистка? или и другое?» Наталья Томпсон утверждает, что фильмы чикфлик - это «попытка объединить интересы всего пола в один жанр».
Хотя количество интересов может показаться полезным и естественным, многие критики утверждают, что ненужный гендерный учёт может иметь негативные последствия для многих социальных групп. Есть доказательства от российского социолога Натальи Римашевской, что гендерные стереотипы, еще больше увековеченные средствами массовой информации, могут привести к дискриминации в отношении женщин и ограничению их «человеческого и интеллектуального потенциала».
Больше критики этого термина возникает из-за фактического содержания фильмов в жанре фильмов чикфлик и о том, как контент влияет на восприятие женщинами в обществе. Некоторые говорят, что чикфлик — это микроагрессия. Микроагрессия - это действия, которые унижают человека на основе его или её принадлежности «расе, полу, возрасту и способностях».

## Критика жанра
Несмотря на популярные успехи жанра, некоторые кинокритики не согласны с содержанием, которое объединяет большинство фильмов чикфлик. Хотя подкатегории представляют разные сюжетные линии, все пять имеют несколько общих характеристик. Многие фильмы чикфлик могут иметь «иронический, самоуничижительный тон», который теоретик кино Хилари Раднер ассоциирует с фильмами чиклит. Этот тон является одной из определяющих характеристик жанра, и многие считают, что ему не хватает содержания по сравнению с другими жанрами. Раднер также продолжает говорить, что жанр «невероятно гетеронормативный и побеленный». Эти общие характеристики жанра могут привести к критике со стороны групп меньшинств и активистов социальной справедливости. Больше проблем с жанром возникают из мнения о том, что фильмы чикфлик играют на «патриархальной бессознательности» каждой женщины.
В своей статье «Structural Integrity, Historical Reversion and The Chick Flick» Диана Негра фокусируется на нескольких романтических комедиях, которые считаются фильмами чикфлик, действие которых происходит в Нью-Йорке после нападений 11 сентября 2001 года. Она утверждает, что фильмы «централизуют женскую субъективность, но более убедительно проводят политическую работу по стабилизации национальной идентичности после 11 сентября». Политические и социальные потрясения после нападений привели к необходимости в фильмах, которые показывают важность защиты гендерных и семейных норм или «идеологических границ», в отличие от акцента на «выживание» и «родную безопасность», используемых для защиты национальных границ, которые видели в боевиках в то время.Сопоставленные с «политически невинным» жанром периода до 11 сентября, фильмы изобилуют политическими оттенками, которые предназначены для «стабилизации национальной идентичности после 11 сентября» .
В то время как большинство фильмов чикфлик сосредоточены вокруг романтического завоевания, Элисон Винч («We Can Have It All») пишет о фильмах, которые она называет «фильмами о подругах»» Эти фильмы подчеркивают отношения между друзьями вместо того, чтобы сосредоточиться на любовной связи; примеры включают «Война невест» и «Ой, мамочки».
По словам Винч:
У фильмов о подругах часто есть смекаленная, "нервная", женская озвучка, отражающая типичные романтические комедии, но обращающаяся к женщинам-зрителям в их предположении о взаимном минном поле переговоров об отношениях, теле, работе, семье, депрессии - вопросы, распространенные в книгах поведения, диеты и самопомощ 
Винч также заявляет, что фильм о подругах критикует «поверхностное понимание феминизмом второй волны женской солидарности», показывая, что «конфликт, боль и предательство действовали между женщинами».Подчеркивая «сложности женских отношений», фильм подруги ломает форму для обычного цыпленка и позволяет жанру немного углубиться.